# Heinrich-von-Kleist-Gesellschaft
Die Heinrich-von-Kleist-Gesellschaft ist eine internationale literarische und wissenschaftliche Vereinigung, die sich mit dem Werk und Leben Heinrich von Kleists befasst. Sie sieht ihre Aufgabe darin, den Autor und seine Texte durch wissenschaftliche Tagungen und Veröffentlichungen zu erschließen und die in der Gegenwart fortwirkenden Einflüsse seiner Dichtung durch künstlerische, insbesondere literarische Veranstaltungen zu fördern.
Die Heinrich-von-Kleist-Gesellschaft wurde am 5. Mai 1960 gegründet und sollte einen Neufang gegenüber der von 1920 bis 1945 bestehenden alten Kleist-Gesellschaft bedeuten. Walter Müller-Seidel hielt am 8. Dezember 1960 den ›Eröffnungsvortrag der neugegründeten Heinrich- von-Kleist-Gesellschaft‹ zum Thema ›Die Vermischung des Komischen mit dem Tragischen in Kleists Lustspiel ›Amphitryon‹‹. Auf der Mitgliederversammlung am 30. Oktober 1961 wurde er zum Vorsitzenden gewählt. Als er 1967 zurücktrat, folgten ihm Wieland Schmidt (1968–1978), Hans Joachim Kreutzer (1978–1992), Helmut Koopmann (1992–1996), Günter Blamberger (1996–2021) und Anne Fleig (seit 2021).
Der Vereinssitz ist seit 1960 Berlin. Die Heinrich-von-Kleist-Gesellschaft richtet Tagungen aus, vergibt den Kleist-Preis und gibt ein Jahrbuch, das Kleist-Jahrbuch, heraus. Präsidentin der Gesellschaft ist seit 2021 die Berliner Germanistin Anne Fleig, Vizepräsident ist der Bonner Komparatist Christian Moser, dem Vorstand gehören weitere fünf Personen an.
Die alte Kleist-Gesellschaft, unter dem Eindruck des Ersten Weltkriegs entstanden, setzte sich u. a. zum Ziel, die durch Kleist „beflügelte vaterländische Gesinnung zu fördern“ und „für die Vertiefung der Volkstümlichkeit seiner Werke einzutreten“. Kleist wurde als nationalpatriotischer Schriftsteller vereinnahmt und als Synonym für das Deutsche an sich verstanden. Später vertrat die Gesellschaft nationalsozialistische Vorstellungen. Vorsitzender war Georg Minde-Pouet (1920–1930 und 1933–45). In der Zeit der Weimarer Republik hatte kurzzeitig Oskar Walzel (1930–33) den Vorsitz inne, der jedoch aufgrund seiner Ehe mit einer Jüdin nach dem Machtwechsel diese Position wieder abgeben musste. Es ist ungeklärt, ob sich die Gesellschaft 1945 auflöste oder ob sie nur ruhte.